# Adewale Akinnuoye-Agbaje
Adewale Akinnuoye-Agbaje (n. 22 august 1967, Londra, Anglia, Regatul Unit) este un actor britanic și fost fotomodel. Este cel mai cunoscut pentru rolul lui Lock-Nah în Mumia revine, Nykwana Wombosi în Identitatea lui Bourne, Mr. Eko în Lost și Simon Adebisi în Oz. 

## Filmografie

### Film
| An   | Titlu                                       | Rol             |
| ---- | ------------------------------------------- | --------------- |
| 1995 | Congo                                       | Kahega          |
| 1995 | Delta of Venus                              | The Clairvoyant |
| 1995 | Ace Ventura: Un nebun în Africa             | Hitu            |
| 1996 | The Deadly Voyage                           | Emmaneul        |
| 1998 | Legionnaire                                 | Luther          |
| 2000 | Enslavement: The True Story of Fanny Kemble | Joe             |
| 2001 | The Mummy Returns                           | Lock-Nah        |
| 2001 | Lip Service                                 | Sebastion       |
| 2002 | The Bourne Identity                         | Nykwana Wombosi |
| 2004 | Unstoppable                                 | Junod           |
| 2005 | The Mistress of Spices                      | Kwesi           |
| 2005 | On the One (Preaching to the Choir)         | Bull Sharky     |
| 2005 | Get Rich or Die Tryin'                      | Majestic        |
| 2009 | G.I. Joe: The Rise of Cobra                 | Heavy Duty      |
| 2010 | Faster                                      | The Evangelist  |
| 2011 | Killer Elite                                | The Agent       |
| 2013 | The Samurai                                 | Mullifigan      |
| 2011 | The Thing                                   | Derek Jameson   |
| 2012 | Best Laid Plans                             | Joseph          |
| 2013 | Bullet to the Head                          | Morel           |
| 2013 | Thor: The Dark World                        | Algrim / Kurse  |
| 2013 | The Inevitable Defeat of Mister & Pete      | Pike            |
| 2014 | Pompeii                                     | Atticus         |
| 2014 | Annie                                       | Nash            |

### TV
| An        | Titlu                     | Rol             | Note |
| --------- | ------------------------- | --------------- | ---- |
| 1995      | New York Undercover       | Cliff Ramsey    |      |
| 1996–1999 | Linc's                    | Winston Iwelu   |      |
| 1997      | 20.000 leghe sub mări     | Cabe Attucks    |      |
| 1997–2000 | Oz                        | Simon Adebisi   |      |
| 2005–2006 | Lost                      | Mr. Eko         |      |
| 2009      | Monk                      | Samuel Waingaya |      |
| 2011      | Strike Back: Project Dawn |                 |      |
| 2012      | Hunted                    | Deacon Crane    |      |

## Videoclipuri
- "Love No Limit" – Mary J. Blige
- "No No No" – Dawn Penn
- "I Want It All Night Long" – Heather Hunter
- "Giving Him Something He Can Feel" – En Vogue
- "Jealousy" – Pet Shop Boys

## Legături externe
Materiale media legate de Adewale Akinnuoye-Agbaje la Wikimedia Commons
- Adewale Akinnuoye-Agbaje la Internet Movie Database
- Adewale Akinnuoye-Agbaje pe Twitter
- Adewale Akinnuoye-Agbaje interview Arhivat în 13 mai 2009, la Wayback Machine. on the Tavis Smiley show
- http://www.cinemagia.ro/actori/adewale-akinnuoye-agbaje-13415/